# ديري كوين
ديري كوين (بالإنجليزية: Dairy Queen) وغالباً تختصر DQ، هي سلسلة من مطاعم الوجبات السريعة.افتتحت أول محل تجاري في عام 1940 في جوليت، إلينوي ويقع مجمع الشركات في إدينا بولاية مينيسوتا.

## وصلات خارجية
- الموقع الرسمي لشركة ديري كوين
- مطاعم «ديري كوين» تتوسع في أسواق الشرق الأوسط